# Phyla intermedia
Phyla intermedia är en verbenaväxtart som beskrevs av Harold Norman Moldenke. Phyla intermedia ingår i släktet Phyla och familjen verbenaväxter. Inga underarter finns listade i Catalogue of Life.